# Srpouhi Dussap
Srpouhi Dussap ( armenio : Սրբուհի Տիւսաբ  ) (1840–1901) fue una escritora armenia feminista y la primera mujer novelista de su país. Su hermano fue el político armenio otomano Hovhannes Vahanian .

## Biografía
Dussap nació como Srpouhi Vahanian en el distrito de Ortakoy de Constantinopla en una próspera familia católica armenia de clase alta. En ese momento, las familias ricas imitaban regularmente las tendencias y costumbres de la sociedad europea occidental, principalmente francesa. La joven Dussap, educada en instituciones de Europa occidental, mostró poco interés en el idioma armenio. Sin embargo, después de ser instruida por el venerado poeta armenio Mkrtich Beshiktashlian, Dussap comenzó a mostrar un profundo afecto por el idioma y su herencia. Sus primeros intentos de escritura creativa fueron escritos en armenio clásico . 
Dussap se casó con un músico francés, Paul Dussap, con quien dirigió un salón de estilo europeo donde los destacados intelectuales, liberales, escritores y activistas de la ciudad se reunían para discutir temas sociales y políticos, literatura y poesía. Fue activa en organizaciones filantrópicas y caritativas que fomentaron el apoyo y la educación de las mujeres. La obra de Dussap refleja las tendencias europeas del siglo XIX. Ella escribió principalmente en el estilo romántico. 
Dussap tuvo dos hijos, Dorine y Edgar. Dorine murió en 1891, después de lo cual Dussap dejó de publicar sus escritos. Dussap murió en 1901.

## Escritos
Dussap es la primera escritora armenia que publicó obras que hoy están considerados feministas. El primero de ellos fue una serie de ensayos sobre el estado de la educación y el empleo de las mujeres. En 1883, publicó la primera novela de una mujer armenia, Mayda, que trataba el tema del estatus desigual de las mujeres. La preocupación de Dussap con la subordinación de la mujer, la educación inferior y la falta de independencia financiera se desarrolló en las novelas posteriores Siranush (1884) y Araksia, o The Governess, (1887). 

Estaba muy preocupada por la situación del campesinado femenino del Imperio Otomano, atacando las estructuras patriarcales tradicionales detrás de su ignorancia y la opresión masculina que llevó a los matrimonios forzados en el campo. Señaló además que incluso en la Constantinopla más culta y cosmopolita, las mujeres "todavía estaban privadas de su libertad y dominadas por los hombres". Dussap estaba segura de que la sociedad no podría avanzar y progresar sin la emancipación de la mujer. Por estas ideas liberales, recibió el resentimiento de algunos intelectuales armenios prominentes, como Krikor Zohrab, pero fue estimada por los progresistas . 

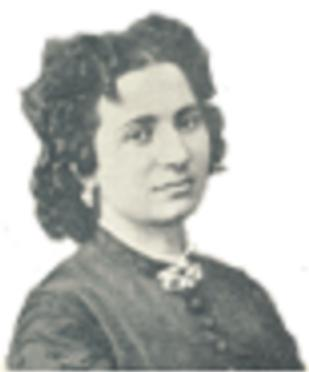

## Legado
Dussap es considerada hoy como pionera en abordar la desigualdad de la mujer y la necesidad de educación femenina. Ella fue una inspiración para otras escritoras y periodistas armenias como Zabel Yesayan, quien recordó haberla leído en su juventud: "Solíamos leer juntas los libros de Madame Dussap, y en el trabajo de esa autora feminista, tratábamos de encontrar soluciones para los problemas a que nos enfrentábamos ". Más tarde, ella y sus amigas visitaron a Dussap: "Inmediatamente comenzó a hacer preguntas y nos habló con calidez y aliento. . . Al escuchar que esperaba convertirme en escritora, Madame Dussap intentó advertirme. Ella dijo que, para las mujeres, el mundo de la literatura estaba lleno de muchas más espinas que de laureles. Ella me dijo que en nuestros días, una mujer que quisiera hacerse un lugar en la sociedad todavía no estaba tolerada. Para superar todos estos obstáculos, necesitaba superar la mediocridad. . . Ella nos dejó una profunda impresión. . . Ambas acordamos que para superar la mediocridad, necesitábamos ir a Europa para continuar nuestra educación ".